# Heterecous auditor
Heterecous auditor är en insektsart som beskrevs av Henri Saussure 1897. Heterecous auditor ingår i släktet Heterecous och familjen syrsor. Inga underarter finns listade i Catalogue of Life.